# トマス・ハワード (初代サフォーク伯)
初代サフォーク伯トマス・ハワード（英語: Thomas Howard, 1st Earl of Suffolk, KG, PC、1561年8月24日 - 1626年5月28日）は、イングランドの貴族、政治家。
ステュアート朝初代国王ジェームズ1世の時代の1614年から1618年にかけて大蔵卿を務めたが、カトリックであったため、プロテスタント強硬派によって失脚に追い込まれた。サフォーク伯ハワード家の祖にあたる。

## 経歴

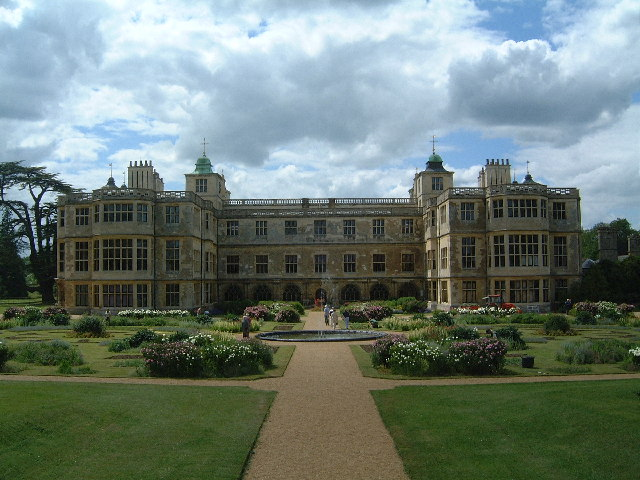
オードリー・エンド・ハウス

第4代ノーフォーク公トマス・ハワードの次男。母は父の二番目の妻であるマーガレット（初代オードリー男爵トマス・オードリーの娘）。異母兄にフィリップ・ハワード（第20代アランデル伯爵）、同母弟にウィリアム・ハワードがいる。
ケンブリッジ大学セント・ジョンズ・カレッジで学ぶ。
1588年のアルマダの海戦に従軍し、海軍卿を務める親族の第2代エフィンガムのハワード男爵チャールズ・ハワードからナイトに叙された。1596年のアゾレス諸島遠征や1597年のカディス攻撃では艦隊の司令官の1人となった。帰国後の1597年4月23日にガーター騎士団ナイト（KG）に叙され、12月5日にハワード・ド・ウォルデン男爵として貴族院に召集される。
ジェームズ1世が即位してステュアート朝が始まった後の1603年5月に枢密顧問官（PC）に列するとともに宮内長官に任じられる。1603年7月21日にはサフォーク伯に叙される。1605年7月にサフォーク総督・ケンブリッジシャー総督に就任。1611年7月にはドーセット総督に就任。
大蔵卿初代ソールズベリー伯爵ロバート・セシルの死後、ジェームズ1世は大蔵卿のポストを空けて委員会制にし、サフォーク伯の叔父に当たる初代ノーサンプトン伯爵ヘンリー・ハワードが財政を主導するようになった。甥のサフォーク伯も1612年6月に大蔵委員会の委員の一人に任じられた。
1614年から1626年にかけてケンブリッジ大学学長を務めた。
1614年7月に大蔵卿に就任した。1610年に財政改革案「大契約」が議会から否決されて以降、王庫の財政は危機的状況に瀕していた。1614年に議会が再招集され、政府は議員買収や派閥工作などで議会懐柔に努めたが、国王秘書長官ラルフ・ウィンウッドが議会対策に不慣れなうえ、宮中内の派閥争いの発生のために挫折した。その派閥争いは主としてカトリックのサフォーク伯が、ウィンウッドや第3代ペンブルック伯ウィリアム・ハーバート、ジョージ・アボットら宮中内の財政改革派（プロテスタント強硬派）への協力を拒んだことに起因していた。
またサフォーク伯はカトリックとして親スペイン的であったので、プロテスタント強硬派は財政的困窮に苦しむジェームズ1世がサフォーク伯の上奏を受け入れてスペインから財政援助を受けるためだけにスペイン王室との婚姻に動く可能性を恐れていた。そこでプロテスタント強硬派はサフォーク伯をジェームズ1世を切り離す意図でジョージ・ヴィリアーズ（後の初代バッキンガム公）を国王の側近に据えてその昇進を後援した。ヴィリアーズは巧みに権謀術数を駆使し、ついに1618年にサフォーク伯に汚職容疑をかけて失脚に追い込んだ。これによりサフォーク伯は公金横領と商人への恐喝の容疑で星室庁裁判所にかけられ、罰金刑に処せられた。この時サフォーク伯を裁いたのが大法官フランシス・ベーコンで、それを恨んだサフォーク伯は1621年の議会で貴族院議員としてベーコンを収賄罪で追及するメンバーの1人になった。
1626年5月28日に死去。
母からオードリー・エンド荘園を相続しており、叔父の初代ノーサンプトン伯の指揮のもと、名高いオードリー・エンド・ハウスを建築した（同屋敷は王政復古期に一時王室に売却されるも1701年からサフォーク伯爵家の所有に戻る）。

## 栄典

### 爵位
- 1597年12月5日：初代ハワード・ド・ウォルデン男爵（イングランド貴族爵位）[1]
- 1603年7月21日：初代サフォーク伯（イングランド貴族）[1]

### 勲章
- 1597年4月23日：ガーター勲章勲章士（KG）[1]

## 家族
1577年にメアリー・デイカー（第4代デイカー男爵トマス・デイカーの娘）と最初の結婚をしたが、子供の無いまま1578年に死別した。
ついで1583年にキャサリン・ナイヴェットと再婚し、彼女との間にサフォーク伯爵位を継承するセオフィラス、初代バークシャー伯爵に叙されるトマス、エスクリックのハワード男爵に叙されるエドワード、第2代ソールズベリー伯爵ウィリアム・セシルと結婚したキャサリン。第3代エセックス伯ロバート・デヴァルーや初代サマセット伯ロバート・カーと結婚するフランセスなど7人の息子と3人の娘を儲けた。